# Geesteren (Gelderland)

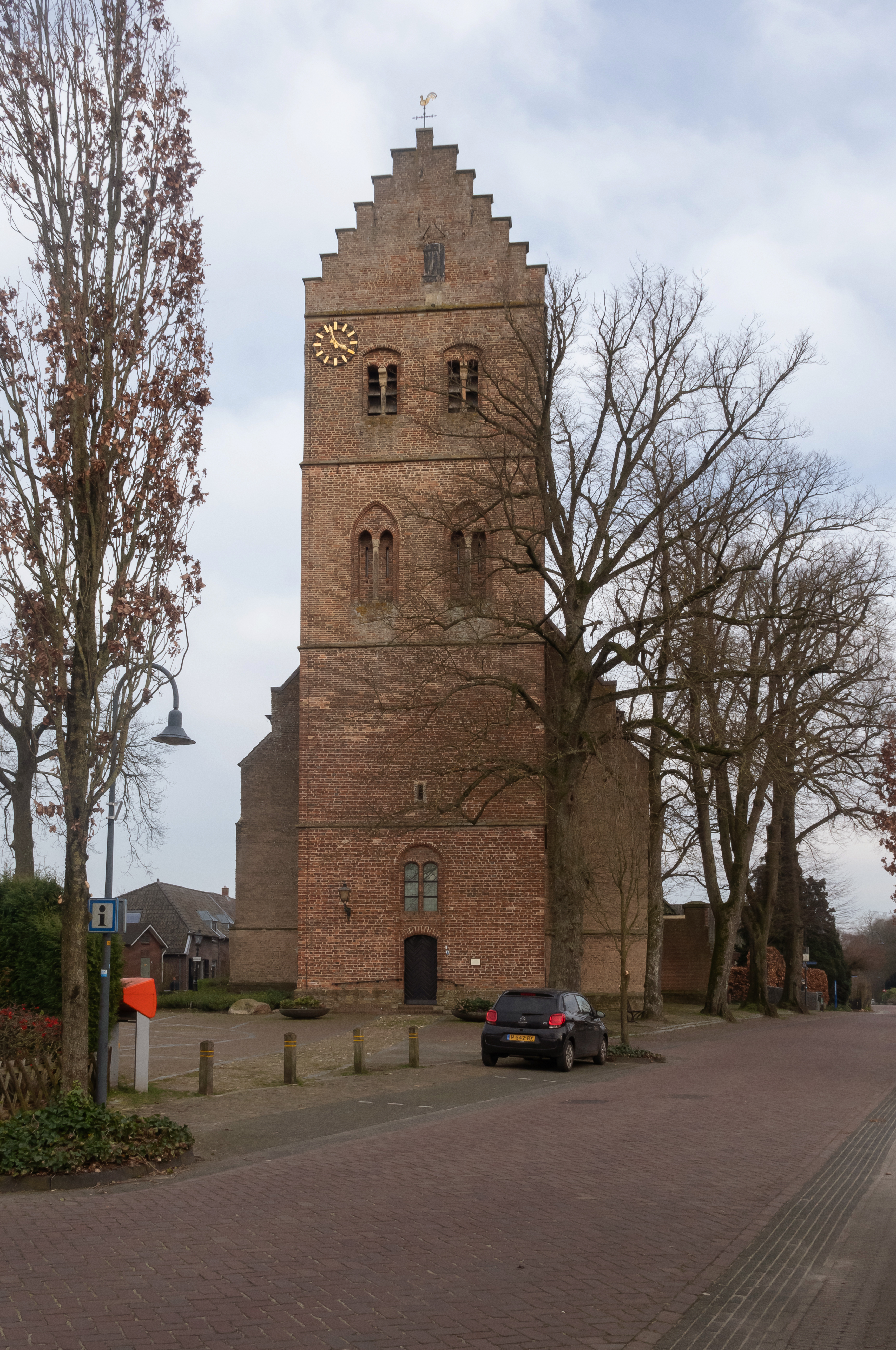
Hervormde kerk

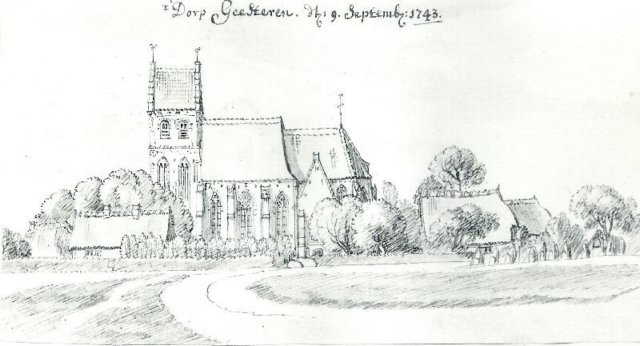
Tekening van de kerk

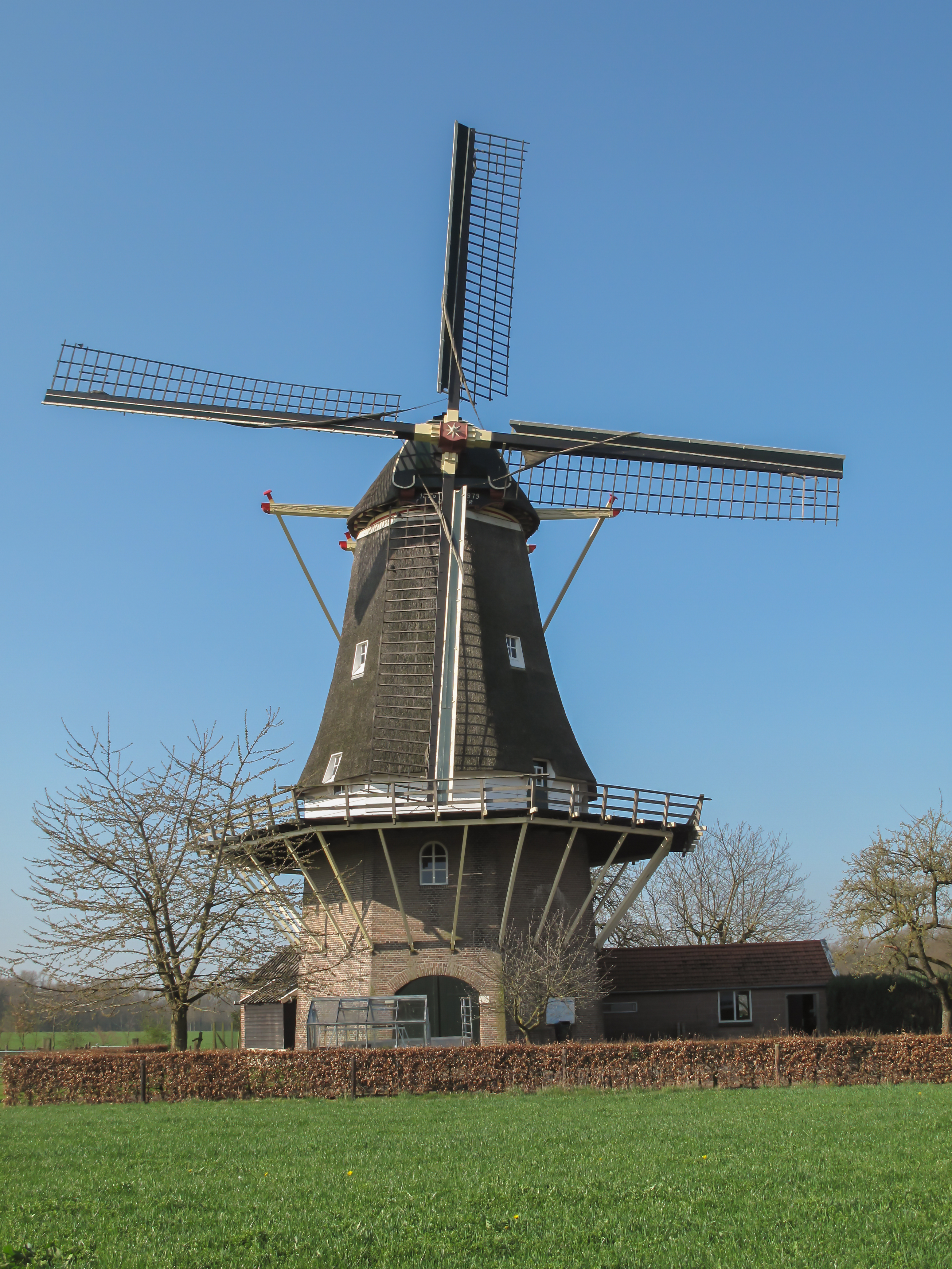
Molen de Ster

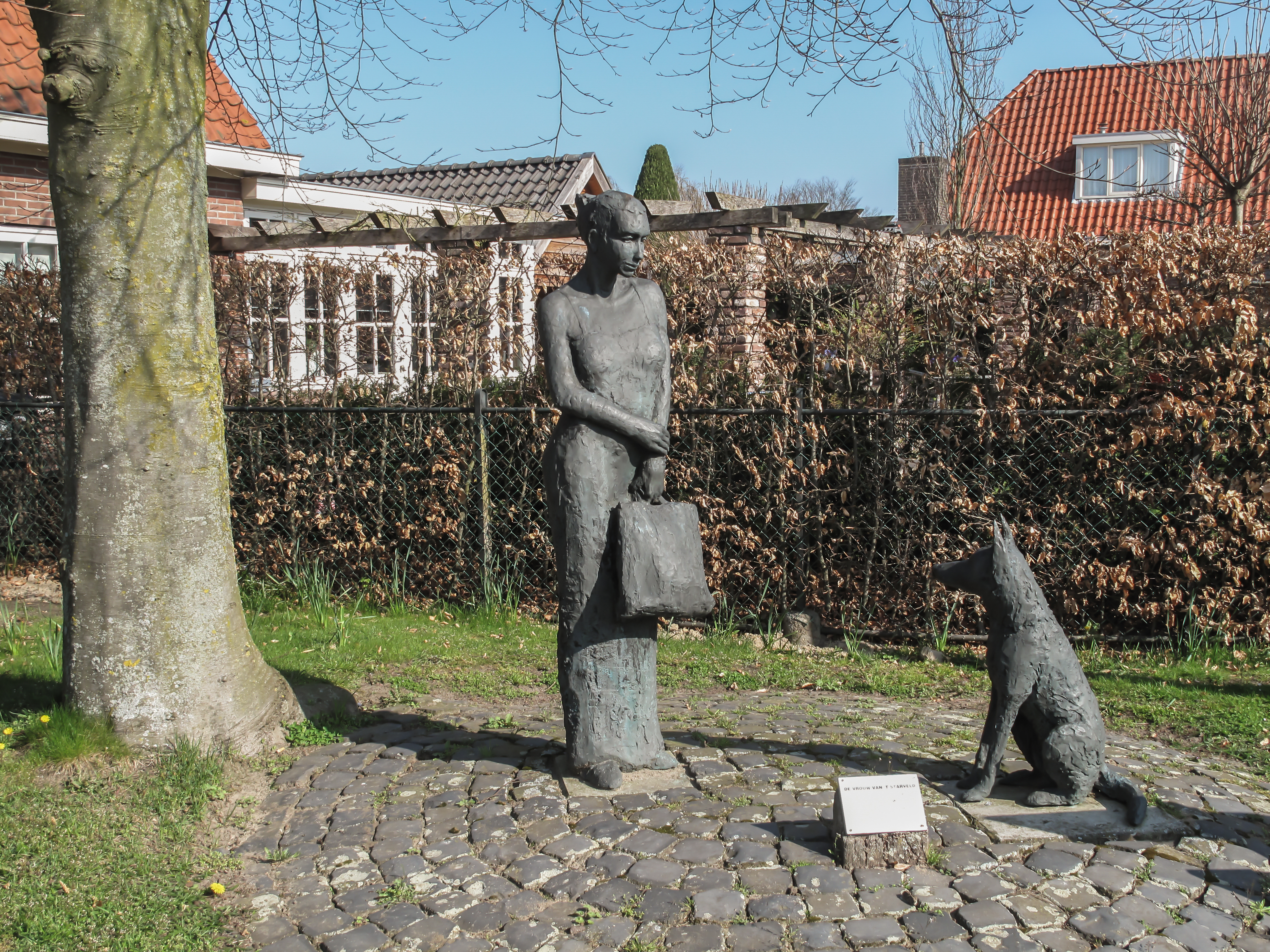
Anita Franken: De Vrouw van 't Starveld, 1988

Geesteren is een dorp en vroegere gemeente in de Achterhoek, provincie Gelderland. In 1795 werd Geesteren een municipaliteit (voorloper van een gemeente) die werd voortgezet als gemeente in 1798. Op 1 januari 1818 werd het bij de voormalige gemeente Borculo gevoegd, die per 1 januari 2005 opging in de nieuw gevormde gemeente Berkelland.

## Wapen van Geesteren
Toen de Hoge Raad van Adel in 1816 bij gemeentebesturen informeerde naar vroegere wapens van de gemeente, bleek er in Geesteren niet een te zijn. De toenmalige burgemeester van Geesteren, de Borculose notaris mr. F.W. Lambergh, had een lakstempel laten maken waarop alleen stond: Gemeente Geesteren. Hij deelde verder mee, dat het hem na lang zoeken gelukt was een wapen te vinden in een steen voorkomende “aan huize Mensingh” zijnde het enige kasteeltje in zijn gemeente. De steen vertoonde het wapen “Mensingh” namelijk een liggende wassenaar, overtopt door een ster.
Het wapen van Geesteren wordt als volgt omschreven: "van blauw, waarop een zespuntige ster vergezeld van onderen van een liggende halve maan (beiden van goud)". Bij het nieuwe reglement van het platteland der provincie Gelderland, bij Koninklijk besluit op 11 februari 1817 vastgesteld, werd de verdeling van het platteland als volgt aangegeven: Borculo, een stad van tweede rang, werd samengevoegd met de gemeente Geesteren tot een nieuwe gemeente Borculo, en de gemeente Geesteren hield op te bestaan. Toch werd op 7 oktober 1818 het wapen aan Geesteren verleend.

## Buurten en buurtschappen
Vanouds zijn er buurtschappen in Geesteren bekend. De bewoners in deze buurtschappen waren op elkaar aangewezen voor hulp bij vrolijke en droevige gebeurtenissen. Ook stond men elkaar terzijde bij werkzaamheden. Niet voor niets is er het gezegde: een goede buur is beter dan een verre vriend. Een buurt was dan ook vooral vroeger een hechte gemeenschap.
Openbaar vervoer en auto's waren er niet en moesten er grotere afstanden worden afgelegd, dan gebeurde dat met paard en wagen en daarbij hielp men elkaar. Vanaf de oprichting van de Vereniging Koninginnefeesten Geesteren in 1918 zijn uit de buurtschappen een of twee personen gevraagd commissielid te worden van de “feestcommissie”. Vanaf het begin werd deze commissieleden verzocht om in hun buurt de andere buurtbewoners over te halen om een wagen te versieren voor de optocht. Met de viering van het duizendjarig bestaan van Geesteren in 1988 werd iedere buurt gevraagd iemand af te vaardigen naar vergaderingen met het bestuur van de VKG en deze personen kregen de naam van buurthoofd. Deze zijn nog steeds een belangrijk aanspreekpunt bij de organisatie van het tweejaarlijkse Oranjefeest. Ook bij andere evenementen in het dorp wordt een beroep gedaan op de buurthoofden. Geesteren heeft de volgende buurten: Brink, Kerkenende, Centrum, Bleeke, Goarbach, Broek en Veldhoek, Eiland Horst, Mors, Nederbiel, Overbiel, Oosterveld, Respelhoek en Kulsdom.

## Wetenswaardigheden
- Sinds 1928 wordt in Geesteren het nieuwe jaar ingeluid door muziek. Leden van muziekvereniging Amicitia beklimmen de kerktoren van de Hervormde kerk om na het luiden van de klok 'uren, dagen, maanden en jaren' te spelen. Dit wordt gevolgd door de reveille door een trompettist. Wanneer de laatste klanken hiervan langzaam opgaan in de Nieuwjaarsnacht wordt pas het eerste vuurwerk afgestoken.
- De Hervormde kerk van Geesteren heeft in plaats van twee windhanen een hen en een haan op de toren staan.

## Molen
In Geesteren staat de korenmolen De Ster uit 1859.

## Gebeurtenissen van de laatste eeuw
- 1904 - Afbraak van de Stenderkast in de Sprakelberg
- 1917 - Oprichting voetbalclub “Velocitas”
- 1927 - Oprichting Geesterens Belang
- 1928 - Leden van Amicitia spelen voor het eerste 'Uren, dagen, maanden, jaren' om het nieuwe jaar in te luiden
- 1932 - Opheffing voetbalclub “Velocitas”
- 1933 - Oprichting zangvereniging “Zang en Vriendschap”
- 1934 - Oprichting Hamelandse ruiters
- 1938 - Oprichting Korfbalvereniging “Starveld”
- 1945 - Oprichting van scoutinggroep Mac Gearchie, de voorganger van de Cycloongroep
- 1950 - Oprichting Klootschietvereniging “Respelhoek”
- 1959 - Oprichting s.v. Diabolo
- 1959 - Oprichting Plattelandsvrouwen Geesteren
- 1962 - Oprichting wandelvereniging “Starveld”
- 1963 - Geesterense varkenshouders getroffen door MKZ
- 1963 - Oprichting “Gymnastiekvereniging Geesteren”
- 1963 - Oprichting voetbalvereniging GSV '63
- 1964 - Opening Dorpshuis “de Zunnekamp”
- 1965 - Opheffing Korfbalvereniging “Starveld”
- 1966 - Oprichting Hamelandse ponyclub
- 1969 - Oprichting biljartvereniging “Baan”
- 1975 - Opheffing wandelvereniging “Starveld”
- 1975-1985 - Twee nieuwe wijken gebouwd “d’n Goarden” en “de Bleeke”
- 1980 - Oprichting tennisclub De Koem
- 1985-1990 - Nieuwe wijk “’t Rosbach”
- 1988 - Geesteren viert haar 1000-jarige bestaan. Tijdens de viering woedt een windhoos.
- 1990 - Nieuwe basisschool “de Keikamp” in gebruik genomen
- 1994 - Ingebruikname nieuwe sportzaal dorpshuis
- 2022 - Officiële opening Vrijheidsbos Geesteren